# 리진잉
리진잉(중국어 정체자: 李縉穎, 병음: Lî Jìnyîng, 한자음: 이진영, 1985년 1월 8일 ~ )은 타이완의 정치인이다.